# Зрялост
Зрялост (дублет със зрелост) е психологически термин, означаващ, че даден човек отговаря на обстоятелствата или средата по подходящ и адаптивен начин. Този отговор основно е научаван, отколкото да е инстинктивен и не се определя от нечия възраст. Зрелостта също включва в себе си да си наясно с правилното време и място, в което да се държиш прилично и да се познава, кога се действа с подходяща емоция в дадена ситуация. Също така да носиш отговорност за действията си и да можеш да водиш самостоятелен живот.